# Лан, Вениамин Израилевич
Вениамин Израилевич (Ильич) Лан (Вениамин Израилевич Каплан; 1902, Зельва, Гродненская губерния — 1990, Москва) — советский учёный-американист. Доктор исторических наук, профессор. Один из ведущих историков-американистов советского периода. Окончил Московский государственный университет. С 1956 года работал в Институте мировой экономики и международных отношений АН СССР.
Второй крупной работой в отечественной историографии по одной из наиболее дискуссионных проблем изучения США, тематике рабства в США называется труд В. И. Лана «Классы и партии в США. Очерки по экономической и политической истории США», вышедший в 1937 году. В ней выражен классовый подход, «Лан считает, что период до войны был периодом господства аграрного хозяйства, а война - это борьба двух форм хозяйства за экономическую гегемонию. Центральным вопросом Гражданской войны он считал вопрос о рабстве».
В 1952 году был уволен из института и стал заведующим кафедрой политэкономии Фрунзенского медицинского института. В 1953 году арестован, обвинён в шпионаже в пользу Америки и осуждён на 8 лет ИТЛ. Освобождён в 1954 году, после реабилитации вернулся в Институт мировой экономики и международных отношений. Умер в мае 1990 года в Москве.

## Семья
- Сестра, Рахиль Израилевна Каплан, была замужем за заместителем Народного Комиссара Земледелия СССР Ароном Израилевичем Гайстером[2].
- Жена — Сарра Иосифовна Каплан; дочь Нина.
- Племянник (сын сестры Ливши) — Александр Наумович Митта, режиссёр[3][4].

## О нём
- Лан (Каплан) Вениамин Ильич // Иванян Э. А. Энциклопедия российско-американских отношений. XVIII—XX века. — Москва: Международные отношения, 2001. — 696 с. — ISBN 5-7133-1045-0.